# Corni (Neamț)
Corni es una localidad rumana de la comuna de Bodești, en el condado de Neamț.

## Geografía
La localidad está ubicada en la Moldavia rumana.

## Historia
Hacia finales del siglo XIX, la localidad, que ya por entonces pertenecía al condado de Neamț, formaba parte de la comuna de Bodești-Precisteî y tenía contabilizada una población de 447 habitantes.
En la segunda mitad del siglo XX la localidad había pasado a formar parte de la comuna de Bodești. En el censo de 2021 la localidad tenía una población de 137 habitantes.